# Narodni park Kozara
Narodni park Kozara (Nacionalni park Kozara) je narodni park v severozahodni Bosni in Hercegovini. Območje, katerega površina znaša 3520 hektarov, so za narodni park razglasili leta 1967. Cilj narodnega parka je bila zaščita kulturno-zgodovinskih in naravnih vrednosti planine Kozare. V nacionalnem parku domujejo številne živali in rastline.

## Geografija
Kozara je planina dinamičnega reliefa, katere vrhi ne presegajo 1000 metrov nadmorske višine. Klima je umirjeno- kontinentalna. Veliko število sončnih dni in lahek dostop do planinskih vrhov , ki delujejo kot razgledni stolp iz katerih se vidi Gradiška, Prijedor, Kozarska Dubica in okolica, kar daje posebeno vrednost tej planini.
Centralni del Nacionalnega parka in planine Kozare zavzema področje Mrakovice, na katerem se razprostira nekoliko zravnanih planot višine od 700-800 metrov. Ostali značilni vrhovi so: Gola planina (876 m), Rudine (750 m), Jarčevica (740 m), Glavuša (793 m), Bešića-Poljana (784 m), Vrnovačka glava (719 m), Benkovac-Jurišina kosa (705), Šupljikovac (652 m), Zečiji kamen (667 m), Kozarački kamen (659 m). Klima je zmerno kontinentalna. Na območju Nacionalnega parka so izviri več potokov in rek (Mlječanice, Moštanice, Kozarske reke - Starenice), kar Nacionalni park Kozaro, naredi orohidrografsko mrežo istoimenovane planine. Nacionalni park je obkrožen z rekami Una, Sava, Sana in Vrbas.
Srednji del parka zajema zravnano planoto Mrakovicu, kjer je postavljen spomenik žrtvam ustaško - fašističnega terorja

## Rastlinstvo
Severni del Kozare zavzemajo visoki gozdovi v katerih dominirata bukev in jelka, južni del površine pa je poraščen z nizkimi (mogočnimi) gozdovi hrast in iglavci (črni bor, beli bor, smreka).

## Živalstvo
Med avtohtonimi živalskimi vrstami najdemo živali kot so : divja svinja, srnjad, divji zajec, divja mačka, lisica, veverica, jazbec, kuna zlatica, kuna belica, podlasica in druge.
Kozara nudi dom tudi velikem številu ptičjih vrst. Po dostopnih podatkih, na Kozari živijo beloglavi jastrebi, sokoli, sove. Med neplenilci pa izstopajo: jerebica, golob grivar, golob duplar, grlica, sraka, slavček, črna žolna, sinice, in vrabec.